# La Calàndria
La Calàndria és una entitat cultural de la vila del Masnou (Maresme) fundada l'any 1907.
L'activitat principal de La Calàndria, i el motiu de la seva creació, va ser la coral. El cor de La Calàndria va néixer l'any 1898. Tres anys més tard, el 1902, crearen la seva pròpia senyera. El nom de l'entitat ve de l'ocell cantaire del mateix nom (calàndria), el qual llueix a l'escut de l'entitat. En un principi, el cor estava vinculat al Centre Coral Unió Masnovina (Casinet) però les discrepàncies portaren a la creació el 1907 de la Sociedad Coral, Recreativa y de Mutuo Auxilio la Calandria. L'escissió del Centre Coral fou promoguda pel director de la nova coral Gerard Maristany i Maristany. Amb la seva creació, va absorbir l'entitat anterior anomenada Circo de Masnou, que es trobava als mateixos locals i que corresponen a l'indret actual de l'entitat. Aquesta societat rebia aquest nom per la forma del local, que era circular, i es trobava a l'espai que ara ocupa el cafè de La Calàndria.
L'any 1907 es va crear la mútua d'auxili de salut, per als associats, i l'any 1914 s'hi instal·là una sala de cinema, encara en funcionament avui dia. L'amplitud dels seus locals feu de l'espai teatral seu habitual per a la celebració d'espectacles i també de festivals benèfics, repartiment de premis o actes polítics.
L'any 1925 l'entitat va comprar els locals on es trobava i es van reformar. L'any 1930 tenia uns 1.000 socis. L'any 1943 tenia 522 socis i el 1951 es va tirar a terra l'edifici de la seu i es reformà tot de nou.
El final de la mutualitat de la Calàndria es produí en diverses fases, des de 1992 a 2006. El 1992, amb tan sols 225 socis, quedà convertida, per requeriment legal, en Mutualitat de Previsió Social. Aleshores, s'iniciaren passos per esdevenir fundació cultural, debat que tingué lloc en una assemblea extraordinària, l'any 2001. Dissolta la mutualitat, el 20 de desembre de 2005, tot el patrimoni passà a la fundació, a través de la comissió liquidadora, i el 26 de gener de l'any següent, nasqué la Fundació Privada La Calàndria.
El fons documental de la Calàndria es conserva a l'Arxiu Municipal del Masnou.